# Котов, Иван Семенович
Котов Иван Семенович (родился в с. Запрудное, Козельского р-на, Калужской области, 7 июня 1923 — 30 ноября 1989) — советский живописец.
В 1941 году окончил первый курс Ивановского художественного училища. Архангельский художник.
Награждён орденом Отечественной войны 2-й степени.
В послевоенные годы работал художником в Доме офицеров в г. Ворошиловград. С 1947 года по 1950 год Котов Иван Семенович окончил обучение в Ивановском художественном училище. После этогос 1950 по 1957 гг. работает на посаде учителя рисования в Каргопольском педагогическом училище.
Член Союза художников СССР с 1960 года.
Начиная с 1960 г. принимает участие в выставках, одна з них — «Советская Россия», которая проходила в 1960 г. в Москве.
Работы художника находятся в музея следующих городов: Архангельск, Каргополь, также они храняться в запасниках картинных галереях таких городов как Москва, Воронеж, Курск и Тверь.

## Основные работы
- Гроза надвигается (1950—1970-е гг.)
- Механизатор (1950—1980-е гг.)
- Портрет каргопола (1960—1970-е гг.)
- Первые всходы (1958 г.)
- Зима (1958 г.)
- Деревня Петровка (1960—1970-е гг.)
- Белое море (1968 г.)
- Лесоруб Калинин. (1971 г.)
- Лесоруб (1973 г.)
- Побережье Кандалакши (1968 г.)
- Базар в Заполярье (1968 г.)
- Портрет генерала Л.А.Громова (1975-1976)